# Capilla de San Juan de Dios (Natá de los Caballeros)
La Capilla de San Juan de Dios es una capilla de estilo barroco que era una de las tres edificaciones de carácter religioso junto a la Basílica de Santiago Apóstol que fueron levantadas en Natá en la época colonial en la República de Panamá, desapareciendo en el siglo xix la pequeña Capilla de La Soledad.

## Historia
La fachada principal de la capilla, su altar mayor, corresponde a la corriente neoclásica, común en la arquitectura y arte colonial hispanoamericanos, construidos aproximadamente en el último cuarto de siglo xvii a unos principios del siglo xviii, cuya dependencia era el Hospital fundado por el Fray Juan de Burgos en 1670, según el Dr. Alfredo Castillero Calvo.
La Capilla como otro dispositivo arquitectónico no posee la acostumbrada torre campanario, adosada a una de los lados, sino que dicha función la hace un pequeño "orificio" o abertura con travesaño, en la parte superior de la fachada de donde cuelga una vieja campana de bronce, fechada 1703. Existe un informe arqueológico de la Dirección Nacional de Patrimonio Histórico advirtiendo que la Capilla no data del año 1670, ya que la capilla se inició antes de la iglesia y que al sumarse otros trabajos de construcción, esta fue olvidada.
La Capilla de San Juan de Dios de Natá fue declarada monumento histórico nacional a través de la Ley 39 de 30 de junio de 2008.
A inicios de la década del 2000, las lluvias en la región derribaron partes del techo de y provocó el deterioro de las paredes de la capilla.

## Arquitectura
La capilla de estilo barroco es de tamaño pequeño, con dimensiones, de 7 metros de ancho y 22 de largo. El presbiterio está sobre la altura de un escalón. La capilla está hecha de ladrillos y los dinteles son de maderos resistentes. Posee únicamente un altar mayor, de fina talla, similar al de los demás altares de las iglesias coloniales del país. Su pila bautismal está formada por una piedra labrada en una sola pieza. Las puertas son de madera y giran sobre pivotes de hierro, colocados en el umbral. En su parte superior, también giran sobre pivotes de madera incrustados en el dintel.

## Galería

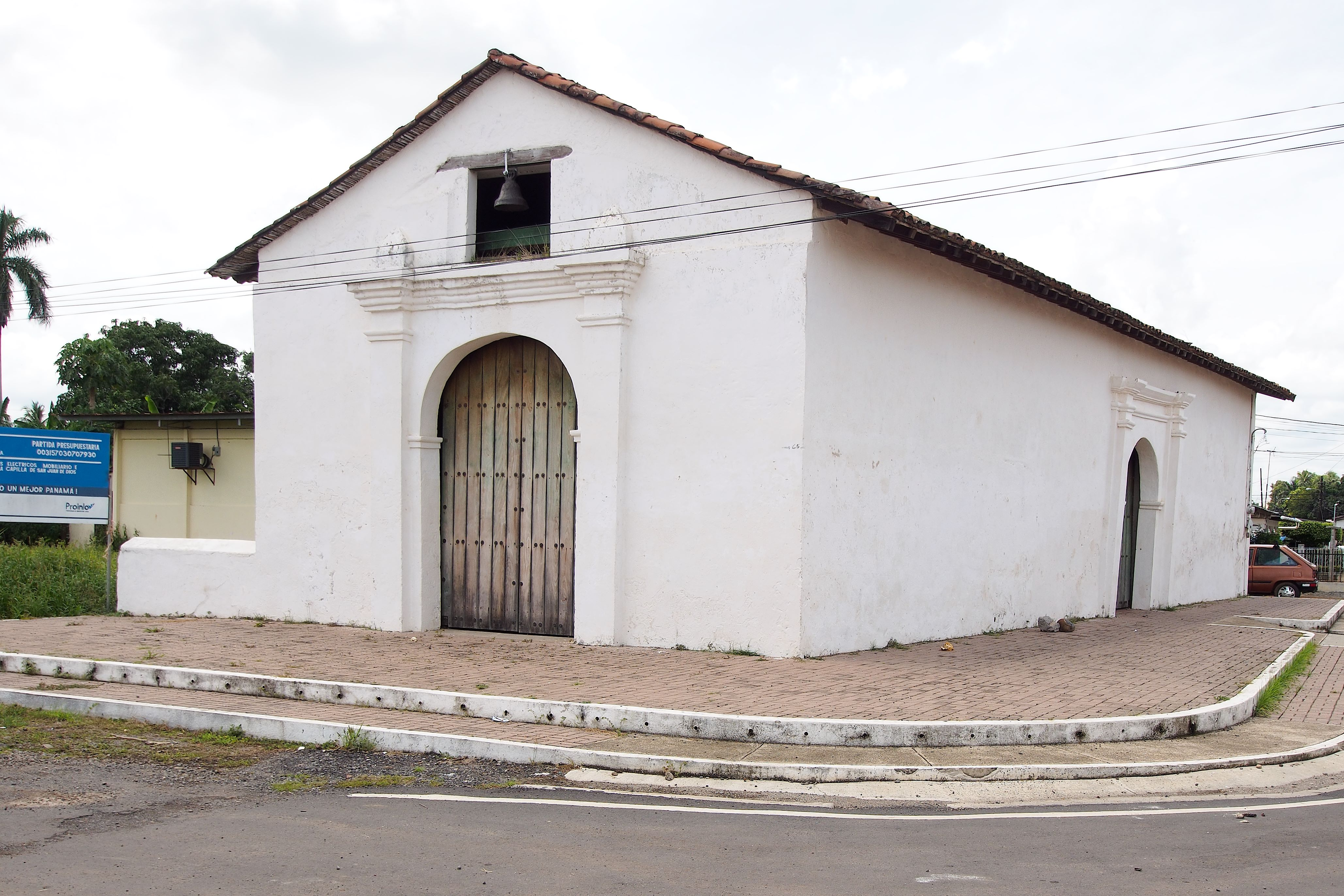
Vista exterior.
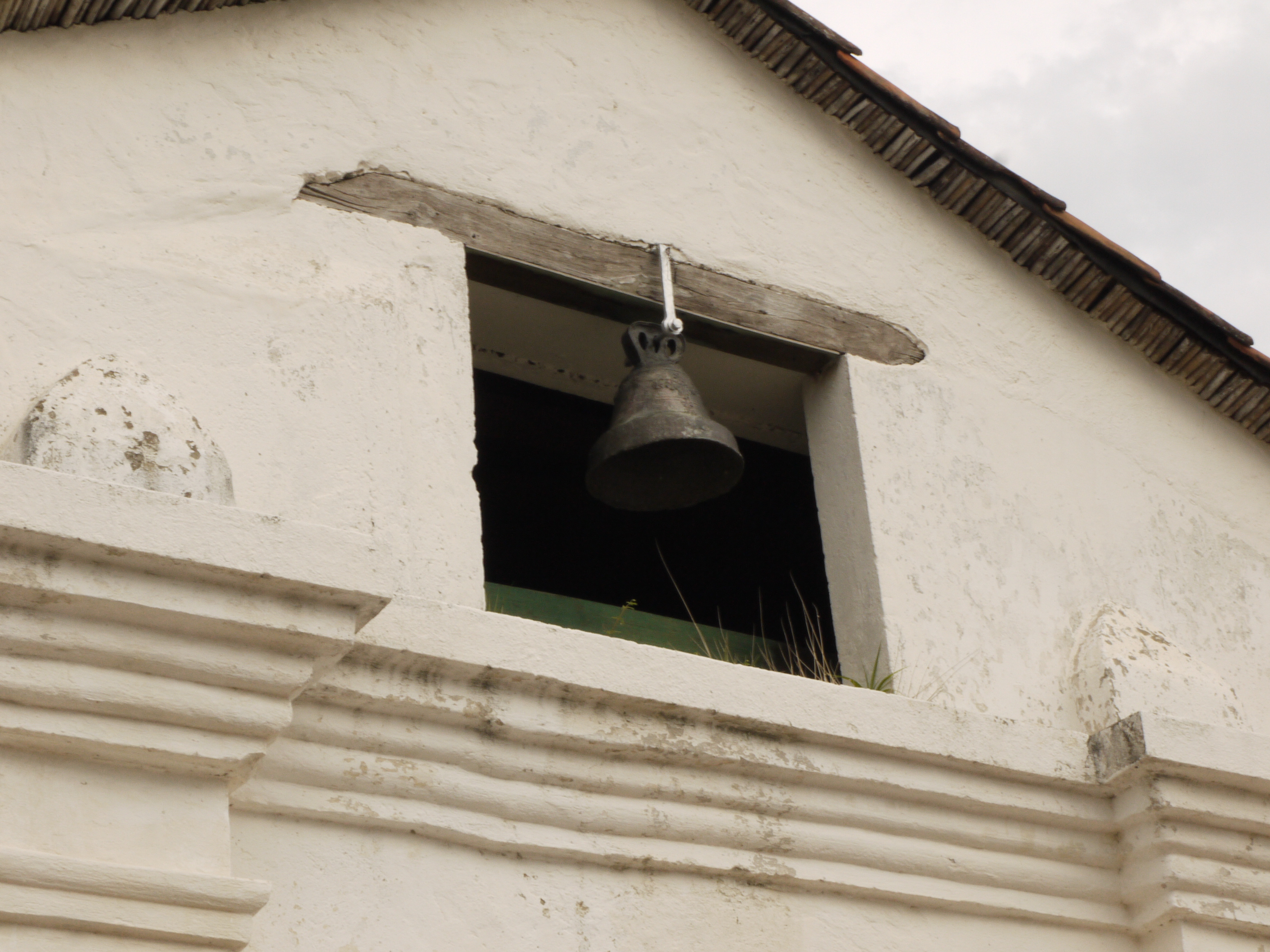
Detalle de la campana.
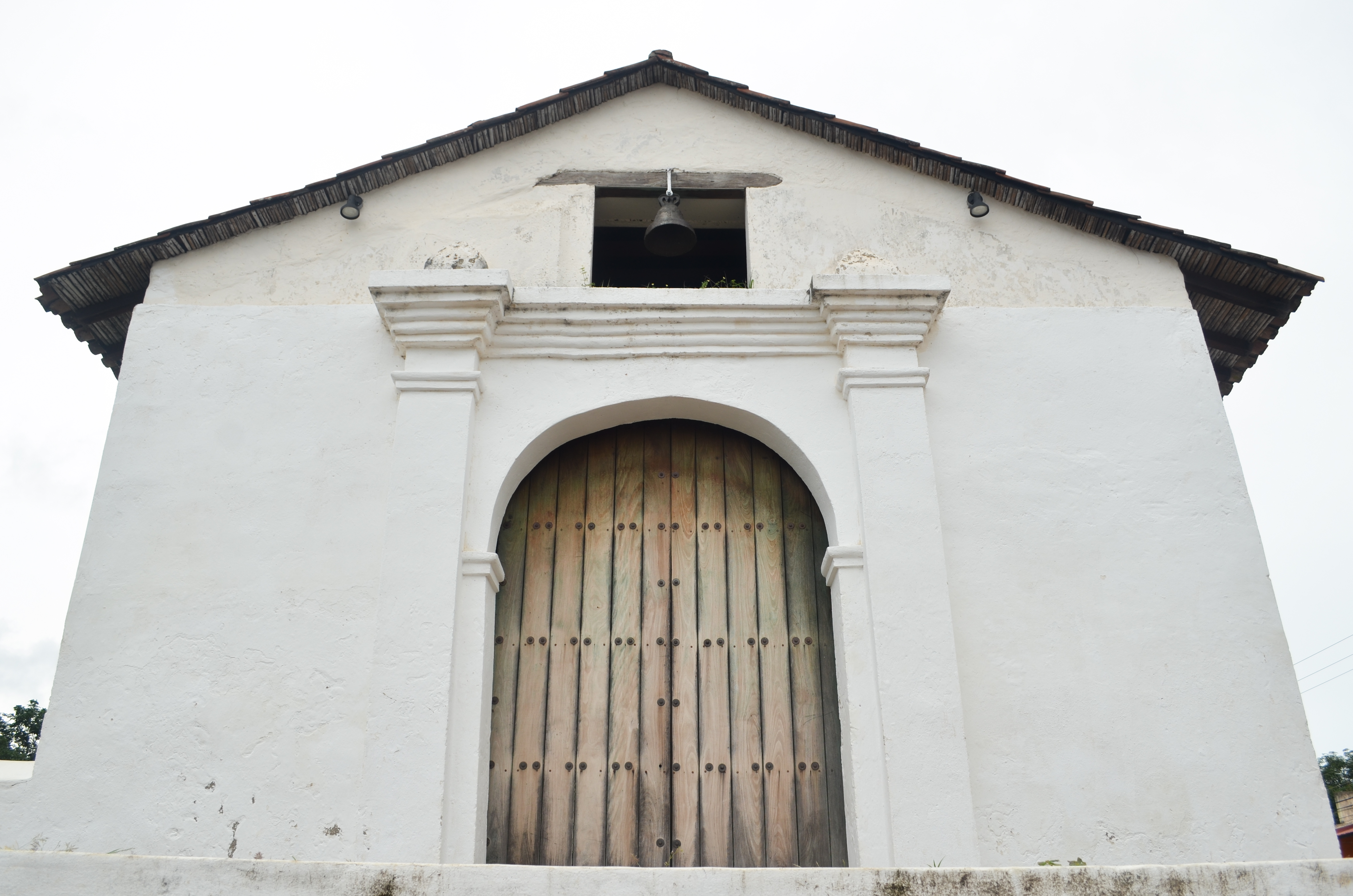
Fachada.
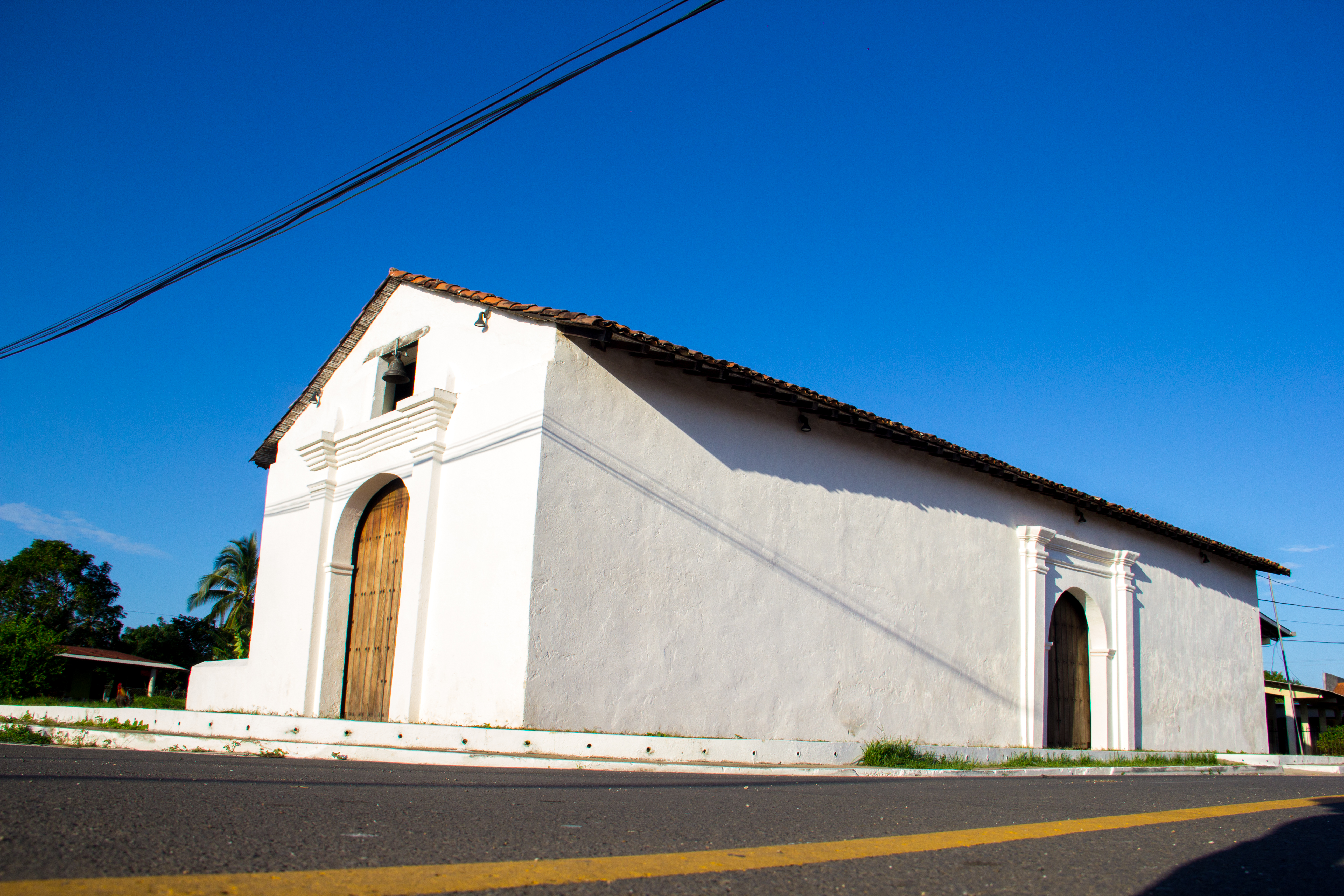
Vista lateral.